# Chris Renaud
Chris Renaud, né en décembre 1966 à Baltimore (Maryland), est un animateur, réalisateur, producteur, acteur, scénariste et storyboardeur américain. Il travaille actuellement pour Illumination Entertainment.

## Biographie
Passionné depuis l'école secondaire par le dessin, Chris Renaud rejoint l'école d'art de Baum et sort diplômé de l'Université de Syracuse en 1989. L'illustrateur met alors son talent au service de l'industrie sportive, avant de réaliser son rêve et d'écrire des comics pour Marvel et DC Comics.
Travaillant ensuite chez Disney sur des programmes pour enfants destinés à la télévision américaine, il se fait remarquer dans le milieu de l'animation notamment grâce à The Book of Pooh, Tibère et la Maison bleue ou encore It's a Big Big World. Il collabore alors à des projets cinématographiques qui sont des succès au box-office : Robots (2005), L'Âge de glace 2 (2006) ou Horton (2008). Sa première réalisation, avec Mike Thurmeier comme coréalisateur, est le court métrage No Time for Nuts (2006) qui reprend le personnage de Scrat (L'Âge de glace), est même saluée par une nomination aux Oscars.
Fort de ces succès, Chris Renaud signe chez Illumination Entertainment pour quatre longs métrages qu'il doit lui-même réaliser. Il crée ainsi en 2010 Moi, moche et méchant, qui séduit le public grâce au aventures de Gru et de ses filles adoptives connaissent même une suite en 2013. Il fera également Lorax (2012), petit monstre orange né sous les traits de crayon du Dr. Seuss.

## Filmographie

### Réalisateur
- 2006 : Il était une noix coréalisé avec Mike Thurmeier
- 2010 : Moi, moche et méchant coréalisé avec Pierre Coffin
- 2010 : Minions en folie
- 2012 : Le Lorax coréalisé avec Kyle Balda
- 2013 : Moi, moche et méchant 2 coréalisé avec Pierre Coffin
- 2016 : Comme des bêtes coréalisé avec Yarrow Cheney
- 2019 : Comme des bêtes 2 coréalisé avec Jonathan De Val
- 2024 : Moi, moche et méchant 4 coréalisé avec  Patrick Delage

### Animateur
- 2006 : It's a Big Big World
- 2008 : Horton
- 2009 : L'Âge de glace 3
- 2010 : Home Makeover
- 2010 : Orientation Day
- 2010 : Banana
- 2013 : Moi, moche et méchant 2
- 2015 : Timbo

### Artiste du storyboard
- 1997 : Tibère et la Maison bleue
- 2005 : Robots
- 2006 : L'Âge de glace 2
- 2006 : La Ferme en folie

### Producteur
- 2010 : Home Makeover
- 2010 : Minions en folie
- 2010 : Banana
- 2010 : Orientation Day
- 2012 : Wagon Ho!
- 2012 : Serenade
- 2012 : Forces of Nature
- 2013 : Training Wheels
- 2013 : Puppy
- 2015 : Les Minions

### Scénariste
- 2006 : Il était une noix

### Acteur
- 2010 : Moi, moche et méchant : Dave le Minion
- 2012 : Le Lorax : Animaux de la forêt
- 2012 : Wagon Ho! : les animaux
- 2012 : Forces of Nature : Pipsqueak
- 2013 : Moi, moche et méchant 2 : des minions
- 2015 : Les Minions : des minions
- 2017 : Moi, moche et méchant 3 : des minions